# Lodi (condado de Columbia, Wisconsin)
Lodi es un pueblo ubicado en el condado de Columbia en el estado estadounidense de Wisconsin. En el Censo de 2010 tenía una población de 3.273 habitantes y una densidad poblacional de 44,35 personas por km².

## Geografía
Lodi se encuentra ubicado en las coordenadas 43°20′22″N 89°32′7″O / 43.33944, -89.53528. Según la Oficina del Censo de los Estados Unidos, Lodi tiene una superficie total de 73.8 km², de la cual 68.71 km² corresponden a tierra firme y (6.9%) 5.09 km² es agua.

## Demografía
Según el censo de 2010, había 3.273 personas residiendo en Lodi. La densidad de población era de 44,35 hab./km². De los 3.273 habitantes, Lodi estaba compuesto por el 97.53% blancos, el 0.43% eran afroamericanos, el 0.31% eran amerindios, el 0.55% eran asiáticos, el 0.09% eran isleños del Pacífico, el 0.37% eran de otras razas y el 0.73% pertenecían a dos o más razas. Del total de la población el 1.31% eran hispanos o latinos de cualquier raza.